# Midnight Club: Los Angeles
Midnight Club: Los Angeles (укр. Опівнічний клуб: Лос-Анджелес) — відеогра в жанрі аркадних авто та мотоперегонів, розроблена студією «Rockstar San Diego» та видана компанією «Rockstar Games» для гральних консолей Xbox 360 та PlayStation 3 у жовтні 2008 року. Версія для PlayStation Portable названа як Midnight Club: L.A. Remix. 2009 року вийшло розширене видання під назвою Midnight Club: Los Angeles Complete Edition. Четверта та остання частина серії «Midnight Club».
Як і попередні частини серії, Midnight Club: Los Angeles базується на вуличних перегонах. Дія гри відбувається в місті Лос-Анджелес зі свободою пересування. Гравцю доступні різні офіційні марки автомобілів та мотоциклів, які можна тюнінгувати та стайлінгувати. Онлайн-режим підтримує одночасно до 16 гравців. У порівнянні з попередніми іграми серії, погоні з поліцією покращили: у разі порушення правил дорожнього руху за гравцем можуть погнатися будь-якої миті, а під час затримання виписати штраф.
Автосимулятор розроблений на рушії Rockstar Advanced Game Engine (RAGE), завдяки якому значно покращена графіка та фізична модель, а використання нових технології та можливостей дозволили розвинути ідеї, закладені в попередній частині серії. Відеоігрова преса позитивно оцінила Midnight Club: Los Angeles. Оглядачі хвалили її за якісну графіку, реалістичну музику, деталізований світ, різноманітні онлайн-можливості та заїзди в перегонах. Однак, критикували за надмірну складність, сюжетні діалоги та малу кількість нововведень.

## Ігровий процес

Перегони типу Ordered на Nissan 240SX. Head-Up Display (HUD) показує (за часовою стрілкою) місце гравця в перегоні серед його учасників, панель приладів, мінікарту і час заїзду

Midnight Club: Los Angeles тривимірна аркада в жанрі перегонів із відкритим світом. Події відбуваються в місті Лос-Анджелес. Як і попередні частини серії, гра присвячена вуличним перегонам. На дорогах та тротуарах активний динамічний трафік. У заїздах пішоходів неможливо збити, вони відбігають у бік. Є динамічна зміна частин доби та погодних умов. У місті можна знаходити жовті бочки з логотипом «Rockstar». Кожні зібрані 10 таких бочок розблоковує певний чит-код (як нескінченне нітро або відсутність патрульних машин поліції). Усього 60 на місто. Зібравши всі, вимикає збереження прогресу гри. Під час проходження гравцю нараховуються очки репутації, кількістю яких визначається умовний рівень навичок, а також відкриваються доступ до нових транспортних засобів та запчастин для них. Midnight Club: Los Angeles має систему трофеїв та досягнень.

### Режим «Кар'єра»
Основним режимом у грі є «Кар'єра» (англ. Career). Головний герой, яким керує гравець, бере участь у перегонах міськими дорогами та виконує завданнях, прагнучи стати найкращим вуличним гонщиком. Катаючись містом, можна зустріти вуличних перегонників на дорогах або на різних автостоянках і влаштувати з ними змагання. Налічується велика кількість різних типів змагань: так, у типі перегонів Ordered необхідно проїхати контрольні точки в певному порядку від старту до фінішу, а у Wager перед заїздом подібного виду необхідно вибрати розмір ставки на гроші. Під час деяких перегонів на дорозі можуть бути встановлені трампліни, які дають змогу перелітати через великі перешкоди. Крім перегонів, є два види завдань — Delivery і Payback; у першому випадку потрібно перевезти автомобіль з території майстерні в потрібну точку міста за обмежений час, а в другому — розбити певні машини. Деякі перегони та завдання є обов'язковими для проходження місій, тоді як інші служать лише щоб заробити додаткові гроші й репутацію. Більшість змагань мають (на вибір гравця) чотири рівні складності  — легкий, середній, важкий та найскладніший, обирати можна тільки один. Після кожного заїзду є можливість переглянути його повтор. У місті, крім іншого, знаходяться гаражі, які служать для вибору, тюнінгу та стайлінгу, покупки, а також продажу, обміну та тест-драйву транспортних засобів. Інформація про проведення заїздів, події та інших активностей передається головному герою від різних персонажів гри через телефонні дзвінки.
Містом роз'їжджає поліція, про наближення якої гравцеві сигналізує радар, розташований на панелі приладів. Якщо гравець порушує правила дорожнього руху, і при цьому його транспортний засіб знаходиться в полі зору неподалік присутньої поліції, то останні включить сирену з проблисковими маячками й спочатку під'їдуть до порушника з метою виписати штраф. Якщо ж гравець намагатиметься втекти від поліції, вона почне гонитву. Під час переслідування перегони та інші завдання недоступні (проте поліція може почати переслідувати гравця та його суперників і під час перегонів), а перш ніж запустити інший режим гри, у тому числі багатокористувацький, гравець повинен заплатити штраф. Поліцію також можуть викликати пішоходи, якщо з'їжджати з проїжджої частини до наповнених великою кількістю людей місць або неодноразово потрапляти до дорожньо-транспортних пригод. Під час переслідування поліція буде викликати підкріплення. Якщо втекти з поля зору поліції, вона деякий час буде вести патрулювання того району міста, в якому порушника було помічено востаннє, але якщо ці пошуки не дадуть результатів, гра виходить з режиму переслідування. Якщо ж під час переслідування гравець повільно їхатиме або нерухомо стоятиме біля поліції, а також якщо зовсім розіб'є транспортний засіб, то буде спійманий і змушений заплатити штраф, розмір якого залежить від часу переслідування. Після затримання гравець розпочинає рух від будівлі департаменту поліції Лос-Анджелеса.

### Додаткові режими
Крім «Кар'єри» — основного режиму гри, що служить для її проходження — в Midnight Club: Los Angeles є ще кілька додаткових. Режим «Аркада» (англ. Arcade) дозволяє гравцеві самостійно вибрати тип заїзду, перегону та налаштувати його умови (наприклад, кількість суперників, кіл та щільність дорожнього руху). У більшості типів заїздів можна включити підсилювачі (наприклад, невидимість для суперників і захист від пошкоджень), які знаходяться в різнобарвних капсулах, що збираються містом. Режим «Атака цілі» (англ. Goal Attack) передбачає повторне проходження вже пройдених у «Кар'єрі» заїздів, але зі спеціальними умовами — зайняти перше місце, завершити змагання без перевищень певних рівнів ушкоджень транспортного засобу, проїхати перегону за обмежений час і сукупно виконати всі ці завдання. У грі є редактор перегонів, за допомогою якого можна створювати змагання з унікальними маршрутами; заїзди, створені в цьому редакторі, можна використовувати як у режимі «Аркада», так і в багатокористувацькій грі. За допомогою вбудованого в гру режиму фотографування, можна зробити знімок екрана зі своїм транспортним засобом у місті або в гаражі, зберегти його у своєму фотоальбомі та викласти у мережу.
Багатокористувацький режим у Midnight Club: Los Angeles є грою через локальну мережу та Інтернет, підтримує до 16 гравців одночасно. На Xbox 360 онлайн реалізовано за допомогою можливостей сервісу Xbox Live. У версії для внутрішнього японського ринку використані окремі сервера для онлайну. В онлайн-грі наявний як відкритий світ, так і всі типи перегонів, доступні у поодинокому режимі. Кожен із гравців має можливість вибрати свого персонажа, представлений як головний герой, так і деяких його суперників. Крім цього, в багатокористувацькому режимі використовували можливості сервісу Rockstar Games Social Club для відстеження статистики гравця і присудження йому призів, режиму Capture the Flag і його нові різновиди, нові здібності (наприклад, відображення атак супротивника), а також ексклюзивні можливості, названі Rate My Ride та Driving Test, які дозволяли купувати модифіковані версії транспортних засобів інших гравців, оцінювати їх та змагатися з самими гравцями на цих автомобілях, подібно серії Forza Motorsport. Крім того, проводилися онлайн-турніри, для участі в яких було передбачено відповідний режим; за перемогу в онлайн-турнірах гравцям присуджували різні нагороди. Сервера гри були частково відключені 31 травня 2014, після закриття сервісу GameSpy і як наслідок, мережеві можливості стали офіційно недоступні у версії для PlayStation 3, тоді як на Xbox 360 стали недоступні функції Rate My Ride та Driving Test.

### Транспортні засоби
Транспортні засоби у Midnight Club: Los Angeles, як і в попередній частині серії, представлені ліцензованими моделями від відомих світових виробників. Усі вони поділяються на різні типи, наприклад, тюнінговані й маслкари. Також транспортні засоби умовно поділяються на чотири класи — D, C, B і A. Чим вищий клас, тим кращі у них технічні характеристики як максимальна швидкість і обертальний момент. Крім того, гравець може використовувати клаксон, опустити або підняти верх у кабріолетів. Для кожного автомобіля та мотоцикла можна встановити одну з чотирьох спеціальних здібностей — «Зона» (англ. Zone, уповільнює час для оцінки ситуації на дорозі), «Агро» (англ. Agro, дозволяє протаранити інший транспорт без зменшення швидкості), «Рев» (англ. Roar, викликає розкидну вбік ударну хвилю по транспорту, що їде поруч), або «ЕМЗ» (англ. EMP, короткочасно глушить електрообладнання транспорту, що проїжджає поруч): для того, щоб її використовувати, гравцеві необхідно заповнити відповідні осередки на панелі приладів шляхом швидкого та обережного водіння. Чим частіше використовується спеціальна здатність, тим більше осередків згодом стануть доступними (максимальна кількість таких осередків — три). Спеціальні можливості доступні для установки лише у поодиноких режимах гри. Так само, як і в попередніх частинах серії, транспортні засоби мають такі можливості, як, наприклад, їзда на двох колесах та перерозподіл ваги.
Під час зіткненнях чи їзді в глибоких водоймищах автомобілі та мотоцикли отримують пошкодження, що відображаються на індикаторі. Якщо це значення досягне максимуму, то транспортний засіб вийде з ладу, і тоді потрібно або відремонтувати його в гаражі, або виконати швидкий ремонт (в останньому випадку те що відлетіло і сильно пошкоджені деталі замінюються на ґрунтовані, а індикатор пошкоджень очищається). Бензоколонка вибухає при зіткненні з нею, а автомобіль чи мотоцикл зазнає сильніших ушкоджень, чим при зви Зіткнувшись із бензоколонкою на автозаправній станції перша вибухає, і, як наслідок, транспортний засіб ушкоджується сильніше, ніж з іншими перешкодами. Однак, на відміну від попередніх частин серії, не відразу виводить машину з ладу. Заправні станції ж призначені для поповнення запасу нітро або для ремонту. Перевернутий автомобіль через декілька секунд знов стане на колеса, але без усунення пошкоджень. На мотоциклах легше маневрувати та проїжджати серед щільного міського трафіку. Проте, вони менш стійкі до зіткнень: за сильного удару персонаж злітає з мотоцикла і лише через кілька секунд знову потрапляє на нього.

## Сюжет
Протагоніст (Метью Мецгер) зі Східного узбережжя прибув до Лос-Анджелеса. Біля ресторану «Carney's Express Limited» він зустрівся з кількома місцевими вуличними перегонниками — чемпіоном Буком (Мартін Маккой), Тревором (Ефраїм Бентон) та Миколою (Іво Велон). Коротка розмова з ними завершилася затіяними перегонами, а головному герою запропонували один із трьох уживаних автомобілів на вибір — Volkswagen Golf/GTI, Volkswagen Scirocco або Nissan 240SX. Після кількох заїздів герой під'їхав до китайського ресторану «Great Palace». Він застав бесіду Бук, Микола й Лестер (Віллидж Думець). Останній тоді ж покинув компанію. Бук похвалив героя за успіхи в перших заїздах. Протагоніст попросив допомогти з пошуком механіка. Вони порадили відвідати майстерню «Hollywood Auto», якою володіє російський іммігрант Керол (Саул Стейн). Герой відвідав Керола й механіка Джеффа (Армандо Рієско), який працює на нього. Керол надав головному герою свою майстерню та згадав друга Бука — Мартіна (Ендрю Стюарт-Джонс), який їздить на червоному Scirocco. Після заїзду з перегонником, протагоніст прибув до ресторану «Pink's», де Енні (Нікі Снельсон) посварилася з Браяном (Кріс Мюррей), бо він не повернув їй гроші. Герой поцікавився щодо перегонів. Енні розповіла йому про міську стоянку, де збираються місцеві вуличні гонщики. Вигравши в змаганнях, біля готелю «The Georgian» протагоніст Енні та Лестера, який запропонував перегони на пляжі проти нього та інших перегонників. Усі погодилися, крім Енні. Потім головний герої вирушив до «Classic Autos» — другої майстерні Керола, розташованої біля пляжу. Керол поскаржився, що справи з бізнесом йдуть жахливо. Він також розповів про клієнта, який заборгував великі гроші. На його прохання, протагоніст припарковану поряд із майстернею Buick Grand National GNX й розбив машину боржника.
Виконавши завдання, побачився з Керолом, який цього разу згадав свого знайомого — Піта (Джоуї Озен), що їздить на Mitsubishi Evolution IX MR. Протагоніст розв'язав з останнім перегони, поставивши на кін транспортний засіб, і виграв. Героя на новій машині помітив Бук, проїжджаючи повз. Його обурила така зухвалість, і він сказав йому позмагатися з Ендрю (Луї Чанцзянь) — серйозним перегонником, який так же виграв машину. Герой приїхав на одну зі стоянок, де застав Х'юго (Херардо Родрігес) і Мігеля (Мандо Альварадо). Перегонники не відразу вважали протагоніста за гідного суперника, тому їх обіграли в змаганнях. Пізніше протагоніст зустрівся з Ендрю та Цзіня (Крістофер Ларкін), які теж не вважали його гідним змагатися з ними. Однак, Ендрю умовлено позмагатися. Ендрю програв, але, як і раніше, не вважав героя достойним гонщиком, і щоби довести це, запропонував змагання на мотоциклах. Протагоніст цього разу теж виграв. Пізніше герой прибув до ресторану «The Pantry», де побачився з Х'юго, який спізнився на зустріч. Він попросив дати йому шанс і поборотися ще раз, на що герой погодився. Після перемоги побачився з Керолом, який ніс у руках покупки. Разом вони обговорили досягнуті в місті результати. Потім протагоніст прийшов на дах готелю «The Standard», де відпочивали Бук та Микола. Бук донині був упевнений, що залишиться місцевим чемпіоном. Роздратований постійними перемогами героя, сказав не траплятися йому на очі доти, доки він не переможе Томмі (Ванейк Ечеверріа), Леона (Джейсон Вутен) та Латицію (Нікколе Салтер). Проте, герою поталанило перемогти суперників. Він знову зустрівся там же з Буком і вони затіяли перегони. Протагоніст переміг і став чемпіоном вуличних перегонів Лос-Анджелеса. Після успіху герой прибув у шато. Він застав Енні, яка незабаром пішла, та Керола, якому протагоніст дав сумку з мільйоном доларів, що дало змогу їм організувати повноцінний спільний бізнес.

## Розробка та реліз
Як і попередні ігри серії, Midnight Club: Los Angeles розробляла студія «Rockstar San Diego» для консолей 7-го покоління — Xbox 360 та PlayStation 3. Засновник компанії Rockstar Games Сем Гаузер заявив, що студія «хотіла переосмислити ідею повного ефекту присутності в перегонній грі, офлайн і онлайн». Хоча спочатку планувалося, що Midnight Club 3: DUB Edition стане останньою частиною трилогії, проте її успіх і бажання творців повною мірою реалізувати всі свої задуми спонукали до випуску продовження: «наша серія вже помирала, ми просто хотіли закінчити роботу!» Місцем дії обрали американське місто Лос-Анджелес, як і в Midnight Club II. Світ став більшим і детальнішим, чим у попередніх іграх. Площа локації навіть перевищувала разом узяті території трьох міст із Midnight Club 3: DUB Edition.. Крім цього, додані реальні прототипи пам'яток, вулиць і районів, включно з Голлівуд, Беверлі-Гіллз і бульвар Санта-Моніка. Однак, структура доріг не є точно відтвореною. Це пов'язано з бажанням творців зробити територію кращою для швидких перегонних заїздів, які мають різні приховані шляхи.

### Технічне рішення

Для створення Midnight Club: Los Angeles розробники використовували рушій RAGE, що дозволяє відтворювати графіку високої роздільної здатності

У якості ігрового рушія для Midnight Club: Los Angeles був обраний Rockstar Advanced Game Engine (RAGE) — рушій розробки Rockstar Games, який раніше використовувався в таких іграх компанії, як Rockstar Games Presents Table Tennis і Grand Theft Auto IV. Завдяки можливостям рушія, була значно покращена графіка. Автомобілі, кожен з яких містить близько ста тисяч полігонів, були опрацьовані аж до салону, внаслідок чого вперше в серії реалізовано вид із кабіни, а також кілька інших нових положень камери, що показують рух транспортного засобу з найвидовищнішого ракурсу. Деталізація та якість текстур, ефектів, відбивань, освітлення та тіней були суттєво підвищені. Крім того, завдяки технологіям RAGE розробники повністю усунули завантажувальні екрани (при цьому заявивши, що гравці можуть перейти з офлайну в онлайн і назад, менше, ніж за 10 секунд), реалізували динамічну зміну доби, погодних умов (на відміну від попередніх частин серії, в яких час доби та погодні умови змінювалися після заїздів), а також інтенсивність міського трафіку: невеликий потік автомобілів уночі, помірний — вдень, підвищений — вранці та ввечері. Додатково творці передбачили карту, яка не тільки містить умовні позначення і додаткові відомості, а й дозволяє гравцям оглядати саме місто з різної висоти, переміщуючи камеру і регулюючи її масштаб, як це, наприклад, було зроблено в Test Drive Unlimited.
Усі транспортні засоби гри, включаючи трафік, представлені ліцензованими автомобілями та мотоциклами від відомих світових виробників, таких як Nissan, Chevrolet, Lamborghini, Mercedes-Benz, Ducati та інших. Як і в попередній частині серії, в Midnight Club: Los Angeles розробниками були реалізовані можливості тюнінгу та стайлінгу транспортних засобів, які включають ліцензовані запчастини від таких виробників, як American Racing, HKS, Sparco та інших;. Крім того, можливості зміни автомобілів і мотоциклів були значно поліпшені, з'явилася можливість змінювати салон (наприклад, кермо й підсвічування приладової панелі) та повноцінний редактор вінілів, (які можна наносити в безліч шарів), а кузовні деталі дозволяється більшою чи меншою мірою замінити іншими на всіх типах транспортних засобів, включаючи суперкари та мотоцикли. Крім цього, на відміну від попередніх частин серії, сюжетна лінія в Midnight Club: Los Angeles представлена від третьої особи, завдяки чому гравець може спостерігати за головним героєм, його діями та стосунками з іншими перегонниками; анімація кожного персонажа у грі зроблена за допомогою технології захоплення руху, а самі актори, з яких знято рухи, озвучили відповідних дійових осіб. На відміну від попередніх частин Midnight Club, розробники приділили більше уваги погоням, у яких поліція може оштрафувати гравця. Значним поліпшенням зазнала онлайн-гра, яка включає нові режими, а також залучає до 16 гравців та можливості сервісу Rockstar Games Social Club. Головний продюсер серії Джей Панек стверджував, що «шанувальники відеоігор будуть вражені тим, наскільки детально відтворять Лос-Анджелес, його атмосферу та всі транспортні засоби» і обіцяв, що «гра стане справжнім проривом у жанрі».
У зв'язку з різним технічним оснащенням консолей Xbox 360 і PlayStation 3, а також особливостями рушія RAGE, обидві версії мають між собою невеликі відмінності в графіці. Так, у версії для Xbox 360 використовується роздільна здатність 720p, у той час, як на PlayStation 3 — 960 х 720, розтягнуте до співвідношення сторін 16:9. Крім того, кожна з версій використовує певний метод згладжування: на Xbox 360 використовується 2xMSAA, що забезпечує чіткіше текстурування, тоді як на PlayStation 3 — quincunx, дозволяючи отримати менш «зубчасті» краї тривимірних об'єктів. Крім того, версія для Xbox 360 відрізняється вищою контрастністю зображення. Обидві версії працюють при стабільній частоті приблизно до 30 кадрів на секунду, але у деяких моментах гри було відзначено її падіння.

### Маркетинг та випуск
Анонс гри відбувся 16 травня 2007 року. Вперше Midnight Club: Los Angeles була показана на початку серпня того ж року на ігровій виставці у Лейпцигу. Там було продемонстровано і нове місце дії — місто Лос-Анджелес, зміна часу доби, а також два нові автомобільні бренди в серії — Mazda та Ford. Усього було показано сім трейлерів із різними транспортними засобами, представленими у грі. Після Rockstar Games опублікувала скриншоти з автомобілями Dodge Challenger Concept і Chevrolet Camaro Concept — на той момент це була їхня третя поява у відеоіграх. 16 липня 2008 року Midnight Club: Los Angeles була продемонстрована на виставці E3 2008 у рамках пресконференції компанії Take-Two Interactive, де розробники показали ігровий процес під час вуличних перегонів; у плані інтерфейсу та візуального оформлення Midnight Club: Los Angeles на той момент була більш схожою з попередньою частиною серії — Midnight Club 3: DUB Edition. 21 серпня того ж року гра була продемонстрована на виставці Games Convention.
|                                         | Нові консолі, безумовно, дозволяють нам досягти відчуттів, які були раніше недоступні, але якби ми все ще розробляли таку гру, як уявляли собі 8 років тому, ми б вчинили неправильно. Гра завжди розвивається і до цього потрібно бути готовим. З кожною новою грою ви повинні заперечувати ідеї, які звикли вважати істиною. У Midnight Club: Los Angeles ми дуже задоволені тим, що ви ніколи не залишаєте [ігровий] світ. Перехід від кар'єри до аркади, редактора перегонів, онлайн - все це робиться без різких переходів. Немає повернення в головне меню та болісного подолання комплексу екранів завантаження. Ми взяли базові принципи – свободу та швидкість – і використали їх, щоб створити гру для епохи високої чіткості. Оригінальний текст (англ.) The new consoles are certainly allowing us to create an experience that we couldn’t before, but if we were still making the game we envisioned 8 years ago, we’d be doing something wrong. The game is always evolving and you have to be open to that. With every new game you have to challenge the ideas that you’ve come to hold as truths. Something about Midnight Club: Los Angeles that we are really happy with is that you never leave the world. Going from career to arcade to the race editor to online is all done seamlessly. No backing out to a main menu and suffering through a collection of load screens. We’ve stuck to the original principles — freedom and speed, and used them to make a game for the high definition era. |
| — Джей Панек, виконавчий продюсер серії | |

Випуск Midnight Club: Los Angeles неодноразово відкладався. Спочатку гра повинна була вийти навесні 2008, проте 11 березня 2008 в Rockstar Games повідомили, що вихід був відкладений на серпень — жовтень з причин фінансових збитків Take-Two Interactive. 21 квітня 2008 року стало відомо, що випуск Midnight Club: Los Angeles має відбутися 9 вересня, але вже 3 липня з'явилася інформація, що вихід знову перенесли — на 7 жовтня у Північній Америці та 10 жовтня у Європі. Остаточною датою випуску стало 20 жовтня 2008 року у Північній Америці та 24 жовтня у Європі. 5 лютого 2009 вийшла спеціальна для внутрішнього ринку Японії версія, видавцем якої виступила компанія Spike.

### Додатковий контент та спеціальні видання
Для портативної консолі PlayStation Portable було випущено окрему версію гри під назвою Midnight Club: L.A. Remix, розробкою якої займалася студія Rockstar London. У ній, на відміну від оригінальних версій для Xbox 360 і PlayStation 3, був використаний той же рушій, що і в попередніх іграх серії, — Angel Game Engine (AGE), і тому була значно спрощена графічна складова та внесені невеликі зміни до геймплею, а місто Лос-Анджелес було перенесено з Midnight Club II з невеликими змінами. Проте, спеціально для Midnight Club: L.A. Remix була створена кар'єра в місті Токіо, яка продовжує сюжетну лінію головного героя, а сама столиця Японії була конвертована розробниками з Midnight Club 3: DUB Edition Remix.
Для Midnight Club: Los Angeles 12 грудня 2008 був анонсований комплект завантажувального контенту South Central, який мав вийти на початку 2009 року. Спочатку як дату випуску було названо 12 березня, але вона була перенесена на тиждень із причин технічних недоробок і в результаті 19 березня були випущені два доповнення з цього комплекту — безкоштовне South Central Map Expansion, що додає чотири нових квартали, тим самим становлять район Південний Централ (це одна третина вихідної карти), і платне South Central Premium Upgrade, яке включає більше перегонних заїздів, завдань, мережевих трас, транспортних засобів, деталей тюнінгу, музичних треків, трофеїв і досягнень. У квітні вийшли два доповнення South Central Vehicle Pack, що включають нові транспортні засоби. 24 вересня того ж року для PlayStation 3 і 17 жовтня для Xbox 360 вийшов набір поліційних машин, що дозволяють гравцеві проїжджати перехрестя на червоне світло світлофора і перевищувати швидкість без реагування поліції на порушення, які знаходяться поблизу; крім того, на поліційних автомобілях гравець може будь-якої миті включити або вимкнути проблискові маячки та СГУ.
Оригінальна гра та всі доповнення до неї восени 2009 року увійшли до перевидання під назвою Midnight Club: Los Angeles Complete Edition. На Xbox 360 воно було випущено 29 вересня у Північній Америці та 16 жовтня у Європі під статусами Platinum Hits та Classics відповідно. На PlayStation 3 дана версія була випущена 12 жовтня у Північній Америці та 20 листопада у Європі під статусами Greatest Hits та Platinum відповідно. Версія Midnight Club: Los Angeles Complete Edition для PlayStation 3 була доступна для покупки в сервісі PlayStation Store з 13 червня 2011 року в Північній Америці і з 15 червня в Європі. 30 жовтня 2012 року Midnight Club: Los Angeles Complete Edition увійшла до складу збірки Rockstar Games Collection: Edition 1. З 9 червня 2018 як оригінальна версія, так і Midnight Club: Los Angeles Complete Edition були доступні на Xbox One за допомогою зворотної сумісності з Xbox 360, але вже 20 жовтня того ж року прибрані з продажу на всіх платформах. Однак, 27 квітня 2021 Midnight Club: Los Angeles знову стала доступна для покупки на приставках сімейства Xbox, у тому числі по зворотній сумісності на консолі нового покоління — Xbox Series X/S.

## Саундтрек

Обкладинка музичного альбому Midnight Club Los Angeles: South Central — The South Central EP

У Midnight Club: Los Angeles використаний ліцензований саундтрек з композиціями різних жанрів, таких як хіп-хоп, рок, техно та інші. Звучать музичні треки від відомих виконавців та гуртів, таких як Nas («Sly Fox» і «Hero»), Nine Inch Nails («Discipline» і «1,000,000»), Modeselektor («The Black Block» і «The White Flash (Trentemoller Remix)») та багатьох інших. У меню гри є можливість вибрати улюблений жанр музики, послідовне або випадкове програвання треків (які можна прослухати) або окремо налаштувати відтворення тих чи інших композицій шляхом додавання їх у свій плейліст; крім цього, присутня підтримка користувацької музики. За словами представників Rockstar Games, розробники намагалися підібрати актуальний і різноманітний саундтрек, який підходив як для перегонів і неспішної їзди, так й до атмосфери Каліфорнії в цілому.
У 2008 році як рекламна продукція на ігрових виставках був представлений музичний альбом Midnight Club Los Angeles Soundtrack Sampler, на компакт-дисках з вісьмома композиціями з гри. 10 березня 2009 року до випуску доповнення South Central у цифровому сервісі iTunes був випущений альбом Midnight Club Los Angeles: South Central — The South Central EP з двома композиціями, записаними спеціально для доповнення, — «Switchin' Lanes» та «Rollin' Down the Freeway». Сумарно в грі, без урахування доповнення програються 97 треків, як було згадано вище, ще 2 композиції було записано для доповнення South Central, але крім них було ще 7 нових пісень. У виданні Complete Edition сумарно у грі було 106 композицій, деякі з них було прибрано після закінчення 10 річної ліцензії 9 листопада 2018 року, проте це торкнулося лише версії для Xbox One.
| Midnight Club Los Angeles Soundtrack Sampler | Midnight Club Los Angeles Soundtrack Sampler | Midnight Club Los Angeles Soundtrack Sampler      | Midnight Club Los Angeles Soundtrack Sampler |
| #                                            | Назва                                        | Виконавець                                        | Тривалість                                   |
| -------------------------------------------- | -------------------------------------------- | ------------------------------------------------- | -------------------------------------------- |
| 1.                                           | «What Is It»                                 | The Cool Kids                                     |                                              |
| 2.                                           | «Get Buck in Here»                           | DJ Felli Fel (f. Diddy, Akon, Ludacris і Lil Jon) |                                              |
| 3.                                           | «Day 'N' Nite» (Crookers Remix)              | Kid Cudi                                          |                                              |
| 4.                                           | «L.E.S. Artistes» (Switch Remix)             | Santogold                                         |                                              |
| 5.                                           | «Wassup» (Crookers Remix)                    | Diplo (f. Rye Rye)                                |                                              |
| 6.                                           | «Driving Down The Block» (Low End Theory)    | Kids in the Hall (f. Master Ace)                  |                                              |
| 7.                                           | «Twist the Knife»                            | Evil Nine                                         |                                              |
| 8.                                           | «I Wanna Be in LA»                           | Eagles of Death Metal                             |                                              |

| Midnight Club Los Angeles: South Central — The South Central EP | Midnight Club Los Angeles: South Central — The South Central EP | Midnight Club Los Angeles: South Central — The South Central EP | Midnight Club Los Angeles: South Central — The South Central EP |
| #                                                               | Назва                                                           | Виконавець                                                      | Тривалість                                                      |
| --------------------------------------------------------------- | --------------------------------------------------------------- | --------------------------------------------------------------- | --------------------------------------------------------------- |
| 1.                                                              | «Switchin’ Lanes»                                               | Kid Cudi                                                        | 3:34                                                            |
| 2.                                                              | «Rollin’ Down the Freeway»                                      | Statik Selektah (f. Glasses Malone, Kali & Termanology)         | 3:05                                                            |
| 6:39                                                            |                                                                 |                                                                 |                                                                 |

## Відгуки
| Агрегатор    | Оцінка                       |
| ------------ | ---------------------------- |
| GameRankings | 81,66 % (PS3) 80,64 % (X360) |
| Metacritic   | 82/100 (PS3) 81/100 (X360)   |

| Видання                      | Оцінка |
| ---------------------------- | ------ |
| 1Up.com                      | B      |
| AllGame                      | [ 68 ] |
| Edge                         | 7/10   |
| Eurogamer                    | 8/10   |
| Famitsu                      | 33/40  |
| G4                           | 3/5    |
| Game Informer                | 9/10   |
| GamePro                      | [ 72 ] |
| GameSpot                     | 7,5/10 |
| GameSpy                      | [ 1 ]  |
| GamesRadar+                  | 9/10   |
| GameTrailers                 | 8,7/10 |
| GameZone                     | 8/10   |
| IGN                          | 8,5/10 |
| Official Xbox Magazine (США) | 8/10   |
| PALGN                        | 8/10   |
| TeamXbox                     | 8,9/10 |
| VideoGamer.com               | 9/10   |
| Страна игр                   | 8,5/10 |

Після виходу Midnight Club: Los Angeles отримала переважно позитивні відгуки від критиків. На агрегаторі Metacritic гра має середню оцінку 82/100 у версії для PlayStation 3 та 81/100 для Xbox 360, а на GameRankings — 81,66 % для PlayStation 3 й 80,64 % для Xbox 360. Журналісти назвали серед її переваг ігровий процес, детально відтворений Лос-Анджелес, високу якість графіки та відмінний саундтрек, але розкритикували незбалансовану, надмірно високу складність проходження, сюжетні діалоги, а також малу кількість змін у порівнянні з попередніми частинами серії. Midnight Club: Los Angeles була номінантом на здобуття премії Spike TV Awards у категорії «Найкращий рейсинг» і здобула нагороду «Вибір редакції» від таких видань, як GameSpy, IGN та TeamXbox. У перший тиждень після виходу Midnight Club: Los Angeles зайняла 10-й рядок чарту відеоігрових продажів у Великій Британії. З 10 по 16 листопада 2008 року аркада утримувала 10 позицію серед продажів ігор для PlayStation 3 в Австралії. У листопаді 2011 року Midnight Club: Los Angeles посіла 18-е місце в чарті продажів ігор сервісу PlayStation Network, місяцем пізніше — 16-е місце, у лютому 2014 року — 4-е, а в листопаді 2015 року — 12-е. Крім цього, у 2012 році Midnight Club Los Angeles: Complete Edition була номінована на отримання премії PSN Gamer's Choice Awards у категорії «Краща повна гра на PS3».
Оглядачі в цілому позитивно оцінили, хоч і не інноваційний, але захопливий ігровий процес. Перегони були похвалені за високу швидкість та динаміку, дивовижними критики називали також онлайн-гру та можливості налаштування транспортних засобів. Представник сайту 1UP.com, Джанкарло Вараніні, зазначив, що «хоча жодна з ідей [гри] не оригінальна, вони працюють і працюють добре»; окрім іншого, Вараніні сподобалися «прикольні» можливості з налаштування майже кожного аспекту автомобіля. Рецензенти Famitsu залишили подібну думку: їм сподобалися ігровий процес і цікаве налаштування автомобілів, але критиці так само зазнала відсутність оригінальності, в порівнянні з іншими перегоновими іграми з відкритим світом. Кріс Ропер, критик ресурсу IGN, похвалив керування автомобілями та «чудові» можливості з налаштування транспортних засобів, а також зазначив, що велика кількість завдань та великі онлайн-можливості довго триматимуть гравця «на гачку». Аарон Томас (GameSpot), який відніс до плюсів гри швидкі, захопливі перегони, а також підтримку 16 гравців у великій кількості онлайн-режимів, однак зауважив, що геймплей не дуже оригінальний і не відкриває жодних нових можливостей. Журналіст Eurogamer Том Брамвелл теж був вражений «приголомшливим почуттям швидкості», особливо при їзді на найшвидших моделях автомобілів та мотоциклів, що стають доступними на просунутих рівнях гри. Метт Гельгесон, рецензент журналу Game Informer, відзначив, що гра не стала великим кроком уперед, а основи геймплею практично не змінилися з часів другої частини серії, однак, на його думку, Midnight Club: Los Angeles — «те, що лікар прописав». Оглядач сайту GameSpy, Браян Страттон, написав про гру наступне: «майже досконалий досвід вуличних перегонів у відкритому світі, онлайн та офлайн». Том Оррі (VideoGamer.com) з позитивних сторін відзначив відмінну модель водіння та багато задоволення, яке отримуєш від гри. «Новий Midnight Club підкуповує красою і динамічністю», — так відгукнувся про перегонову аркаду Юрій Левандовський, журналіст «Страна игр»; до переваг були віднесені «захопливий і дуже динамічний ігровий процес», а також відмінна візуалізація тюнінгу, хоча при цьому було зазначено, що вибір деталей не дуже великий.
Захоплені відгуки отримала графіка та візуальне оформлення гри. Похвали відзначилися насамперед детальне відтворення видів Лос-Анджелеса та високу якість текстур. Критик Том Оррі назвав візуальні ефекти «приголомшливими». Томас до переваг зарахував «класний вигляд інтерфейсу» і «чудове відтворення Міста Ангелів». Ропер похвалив «фантастичну» систему GPS, яка дозволяє швидко досліджувати місто, а також заявив, що саме місто, з урахуванням його розмірів, виглядає приголомшливо, хоча, на його думку, моделі автомобілів могли бути трохи витонченішими.. Вараніні відзначив вдало реалізований у технічному плані безшовний ігровий світ. У редакції Famitsu можливість гнати на великій швидкості по красивому і реалістичному Лос-Анджелесу називали головною гідністю гри. Брамвелл провів паралель між графікою в Midnight Club: Los Angeles і Grand Theft Auto IV — іншій грі компанії Rockstar Games, помітивши, що висока деталізація текстур часом призводить до падінь частоти кадрів, але таке трапляється рідко, а в зображенні практично відсутні розриви. Високо візуальну складову оцінив Гельгесон: на його думку, графіка гри демонструє потужність і універсальність рушія RAGE, а міські пейзажі були охарактеризовані ним як «чудові». Під враженням від технічної складової залишився Страттон: було зазначено, що, хоча, на відміну від попередніх частин серії, Midnight Club: Los Angeles включає всього одне місто, воно вийшло набагато більшим і детальнішим, графіка практично фотореалістична, частота кадрів залишається стабільною, «почуття швидкості захоплює дух», а відсутність завантажень підтримує високий рівень адреналіну. Рецензент GamesRadar, Шон Керноу, залишився задоволений технічною складовою поточного покоління, зокрема доволі деталізованим відтворенням Лос-Анджелеса та безшовним геймплеєм. Левандовський відніс до плюсів «шикарну» графіку та «майже ідеальний віртуальний Лос-Анджелес», а також відмітив динамічну зміну часу доби та різні погодні умови (проте як недолік журналіст зазначив те, що погодні ефекти ніяк не впливають на поведінку машини).
Переважно високі оцінки від рецензентів отримали звукові ефекти та музичний супровід. Зокрема, шуми двигунів були враховані як реалістичні, а саундтрек — відповідним грі. Ропер позитивно відгукнувся про саундтрек і приголомшливі ефекти двигуна. Страттон вважав, що саундтрек гри відмінно підходить до атмосфери Лос-Анджелеса. Таку ж думку залишив представник сайту GameZone Стівен Вудуорд, який сказав, що «саундтреки надають грі неповторної аури, що дуже класно»; однак, зовсім протилежну думку про саундтрек залишив його колега під прізвиськом jkdmedia, на думку якого музика повторюється, трохи відвертає увагу й не дуже запам'ятовується, і порадив гравцям її вимкнути, оскільки звукові ефекти дуже хороші. Джеремі Ястрзаб (PALGN) зазначив, що саундтрек є досить різноманітним і тому задовольнить більшість гравців: «Не подобається реп? Просто перемкніть радіоканал». Хельгесон зауважив, що саундтрек складається зі знайомих хітів, але назвав добірку андеграундних, танцювальних, хіп-хоп та рок-треків гарною. «Rockstar відома тим, що вибирає фантастичну музику, і Midnight Club: LA не є винятком» — заявили в редакції GameTrailers, відзначивши широку різноманітність пісень. Дейл Нардоці, представник TeamXbox, похвалив музичний плейліст, який заповнений «качаючими» бітами, порівнянними з іншим головним IP Rockstar, проте йому не сподобався настирливий вереск шин. Рік Уоллес (XboxAddict) вважав саундтрек багатим і придатним для будь-яких смакових уподобань (хоча і поскаржився на брак деяких жанрів, як, наприклад кантрі), а ефекти автомобілів та мотоциклів, за його словами, звучать саме так, як мають бути, і добре вписуються в оточення міста. Оррі теж відніс «типово модний для Rockstar» саундтрек до переваг звукового оформлення гри, зазначивши, що він надає аркаді відчуття ще більш «крутого». Керноу, відзначив «гучний саундтрек» як один із дивовижних виробничих показників гри.
Багато рецензентів віднесли до недоліків сюжет та озвучування (зокрема, діалоги) персонажів. Страттон відзначив «безперервний шквал балаканини та переходів на особистості» з того моменту, як персонажі підкочуються до стартової лінії, і доти, поки останній перегонник не перетинає фініш: «якщо є щось, що перегонники Midnight Club: Los Angeles люблять більше, ніж мчати вулицями Лос-Анджелеса на швидкості понад 100 миль на годину, то це образи». Подібним чином діалоги розкритикував jkdmedia, який попередив гравців, що вони почують купу повторювальних рядків, від конкурентів, які наполягають на тому, що «у вас немає шансів на перемогу». Ястрзаб назвав озвучування «смішним», оскільки більшість персонажів невдало намагаються розмовляти в стилі вуличних перегонників. Більш докладно проблему сюжету та «жахливих» діалогів описав Хельгесон, на думку якого кожен персонаж у грі — це набір мачоїстських кліше; оглядач зазначив, що Rockstar традиційно слідують попкультурі, але в цьому випадку вони пішли в невірному напрямку, намагаючись досягти більшої «крутості». Однак, деякі критики залишили про сюжет і озвучування прихильніші думки. «Є трохи історії, але це мінімум, щоб ви могли сісти в машину і помчати вулицями Лос-Анджелеса» — написав Томас. Уоллесу сподобалися телефонні розмови з гонщиками, що додають реалізму, а переговори поліції йому здалися кумедними. Позитивна думка про сюжетну складову і персонажів гри залишив Левандовський: журналіста вразило, що розробники відмінно опрацювали не тільки головного героя, а й усіх інших перегонників («завжди приємно змагатися з людиною, а не з бездушним шматком заліза на колесах»), історія подається в дуже якісних заставках на рушію гри, все витримано в єдиному стилі, а «сюжет тут, може, і простуватий, зате не дурний і не надуманий». До незначних недоліків була віднесена неможливість створити та змінити свого персонажа, як це, наприклад, зроблено у Test Drive Unlimited.
Головним недоліком гри у більшості оглядів називається незбалансована, надто висока складність проходження. Так, ШІ розцінювався як непоступливий, а міські вулиці — заплутаними. Ропер заявив, що «гра надто складна навіть із самого початку». Томас також розкритикував незбалансовану і надмірну складність гри, яка посилюється незручною картою і вулицями міста, в яких навіть у перегонах з контрольними точками легко заблукати. Оррі відніс високу складність до недоліків, зауваживши, що вона більше підійде тим, кому подобаються такі ігри, тоді як інші будуть покарані суперниками, які завжди сидять на хвості й готові скористатися найменшими помилками гравця. Таку саму ситуацію описував Вараніні, який стверджував, що, попри можливість купівлі нових транспортних засобів та його поліпшень, навіть у ранніх місіях гра залишається складною, а ШІ противників рідко коли помиляється у перегонах. Брамвелл попередив гравців, що суперники, повороти та інші учасники руху зненавидять їх, а кожні перегони, місії та інші завдання часто продовжуються майже п'ять хвилин реального часу, якщо не довше. У Famitsu відзначили тривалу довжину перегонів, проблеми із зароблянням грошей, і навіть досить наполегливу і навіть «трохи жорстку» поліцію. Аналогічні проблеми згадував у огляді й Страттон. «AI тут не просто наполегливий, він дуже недружній і диявольськи складний для непідготовленого гравця», — написав Левандовський; оглядач, крім іншого, зазначив, що ШІ часом підігрує сам собі і суперники можуть дуже швидко відновитися після зіткнення, відновивши перегони. У світі завищеної, на думку критиків, складності гри вони позитивно оцінили різні спеціальні можливості, які можна встановити на транспортні засоби та, таким чином, зрівняти шанси на перемогу. Також схвальний відгук отримав і той факт, що, всупереч поразці, гравець заохочується до гри постійним підвищенням рівня його репутації, що допомагає просуватися кар'єрою.

## Вплив
Наперекір відсутністю продовження серії, деякі елементи ігрового процесу та дизайну Midnight Club: Los Angeles (наприклад, ігровий світ та спеціальні здібності транспортних засобів) згодом були залучені в іншій грі компанії Rockstar Games — Grand Theft Auto V. Видавництвом BradyGames випускалися книги, де містився посібник та додаткова інформація щодо гри.
Деякі технологічні особливості, вперше застосовані в Midnight Club: Los Angeles, такі як показ того, що відбувається в ігровому процесі з найвидовищніших ракурсів екшн-камери і відсутність завантажувальних екранів між відеозаставками та геймплеєм, згодом були також взяті й в ряді перегонних ігор інших компаній, наприклад, в The Crew і Need for Speed 2015 року.